# Mary Dominica Legge
Mary Dominica Legge (* 26. März 1905; † 10. Dezember 1986) war eine britische Romanistin.

## Leben
Dominica Legge, Enkelin des Oxforder Sinologen James Legge,  war ab 1923 im Somerville College, Oxford, Schülerin von Mildred K. Pope, Paul Studer und Edwin Waters.  Sie lehrte  von 1938 bis 1942 in London, 1942 in Dundee und ab 1943 in Edinburgh, dort ab 1953 als Reader und von 1968 bis 1973 auf einem persönlichen Lehrstuhl für Anglo-Normannische Studien. 1974 wurde sie in die British Academy aufgenommen. 1965 hatte ihr die Universität Oxford den Ehrendoktor verliehen.
Das Lebenswerk von Dominica Legge, die Erforschung der anglo-normannischen Sprache, gipfelte in ihrem Buch Anglo-Norman Literature and its Background (Oxford 1963).

## Werke
- (Hrsg.) Anglo-Norman letters and petitions from All Souls. Ms. 182, Oxford 1941
- (Hrsg.) Le Roman de Balain. A prose romance of the thirteenth century With an introduction by Eugène Vinaver, Manchester 1942
- Anglo-Norman in the cloisters. The influence of the orders upon Anglo-Norman literature, Edinburgh 1950
- (Hrsg. zusammen mit Ruth J. Dean) The Rule of St. Benedict. A Norman prose version, Oxford 1964
- The significance of Anglo-Norman. Inaugural lecture delivered on Tuesday 26th November 1968, Edinburgh 1969